# Imants Bodnieks
Imants Bodnieks (Riga, 20 de maig de 1941) és un ciclista soviètic, d'origen letó, ja retirat, que va córrer durant els anys 60 del segle xx. Es dedicà al ciclisme en pista.
Va prendre part en tres edicions dels Jocs Olímpics d'Estiu: els de 1960, a Roma, en què quedà eliminat en la segona repesca de la prova de velocitat individual; els de 1964, a Tòquio, en què guanyà una medalla de plata en la prova de tàndem, fent parella amb Víktor Logunov. El 1968, a Ciutat de Mèxic, tornà a participar en la mateixa prova, però aquesta vegada quedà eliminat en quarts de final.
A nivell nacional guanyà 11 campionats soviètics i nombrosos de l'RSS de Letònia. Després d'haver establert vuit rècords de Letònia,  el 1964 va establir un rècord mundial en els 500 metres esprint (29,4").